# Dudary György
Dudary György (17. század) evangélikus lelkész.

## Élete
Sárvári, vas megyei származású; a wittenbergi egyetemen 1662. június 30-ától három évet és hét hónapot töltött; hazájába visszatérte után csetneki rector volt; egy év mulva Eperjesen a nemes ifjak convictusának igazgatója lett. 1669 januárjában papnak fölszentelték és sáros megyei lelkésszé ordinálták.

## Munkái
- De re et absoluto entis synonimo. Vittebergae, 1663.
- Disputatio de votis monasticis, sub. praes. Joh. Deutschmann. Uo.…